# Gråhalsat gräsfly
Gråhalsat gräsfly (Mythimna straminea) är en fjärilsart som först beskrevs av Treitschke 1825.  Gråhalsat gräsfly ingår i släktet Mythimna, och familjen nattflyn. Arten är reproducerande i Sverige.

## Bildgalleri

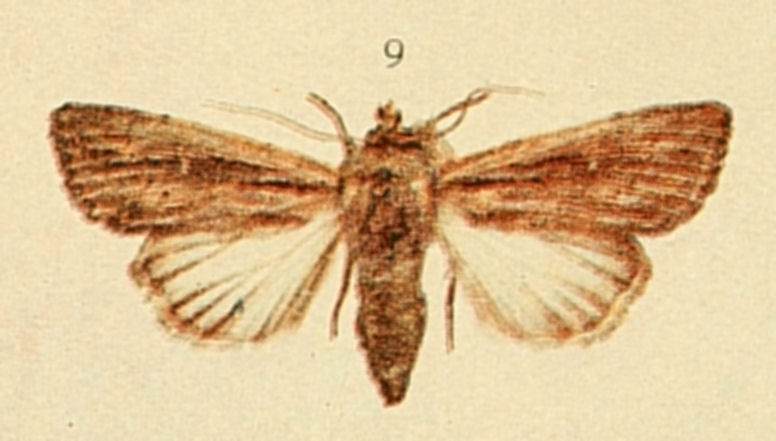
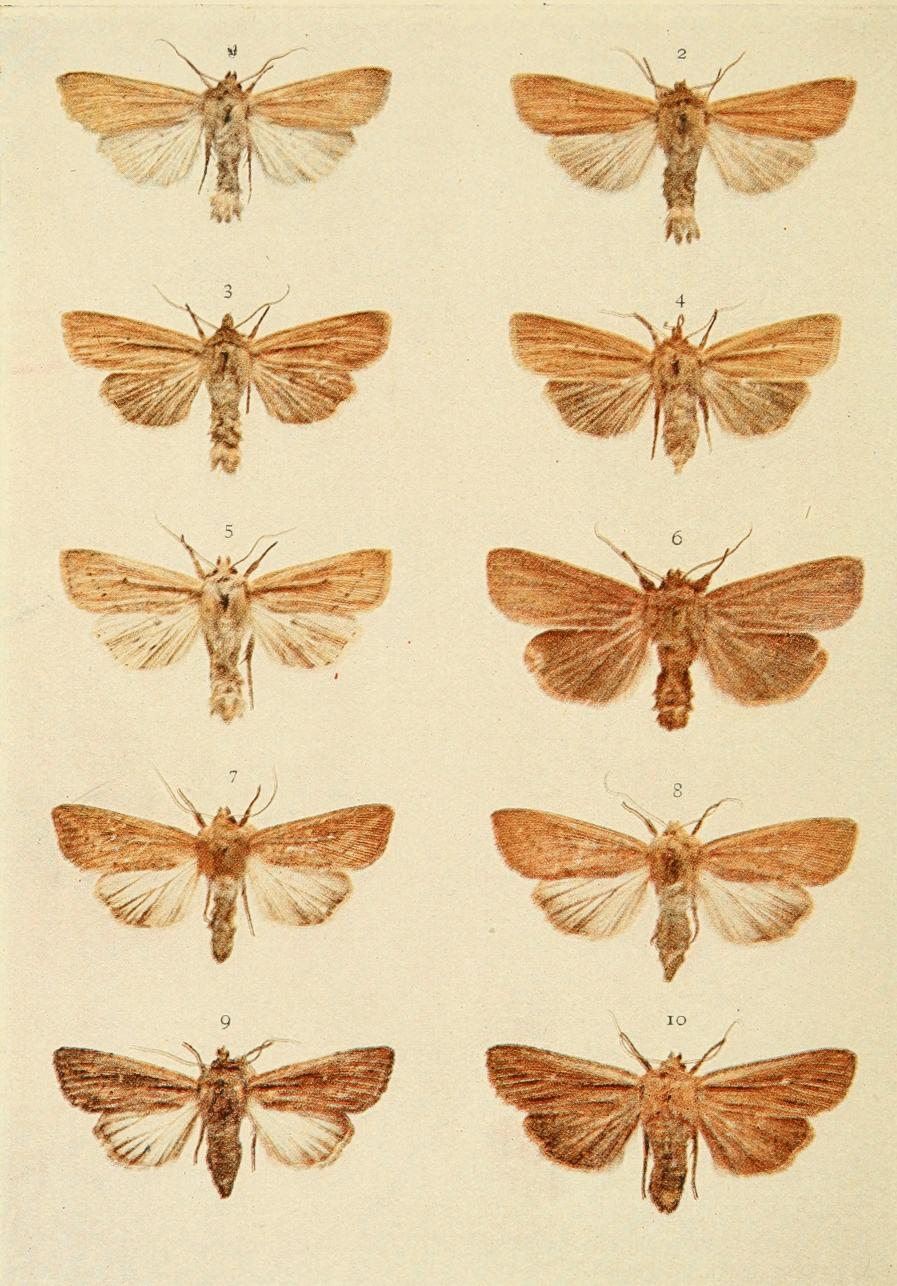